# جاي ميكي فلو
يفري ميكريدي دي لا كروز (جمهورية الدومينيكان، 16 ديسمبر 1995)، المعروف فنياً باسم جاي ميكي فلو، هو مغني وكاتب أغاني دومينيكاني.

## حياته
ولد في لا رومانا ، ابن الدومينيكان ، ظهر شغفه بالموسيقى في سن مبكرة ، عندما كتب مؤلفات نصية. في سن الثانية عشرة ، بدأ العمل في السياحة في بلده الأصلي، وبيع المصنوعات اليدوية. في وقت لاحق، تخلى عن وظيفته ، وسافر ليقيم في مدينة بونتا كانا في جمهورية الدومينيكان ، حيث أثرى معرفته أكثر، وأنهى اللغة الإنجليزية على المستوى المهني، وتوفيت والدته في عام 2014، ولم يلتق قط. والده البيولوجي. أصبحت أكثر تركيزًا على حياتها المهنية بعد وفاة والدتها البيولوجية.
في عام 2018 ، قدم أولى أغانيه، Miradita Sensual، و Tu y Yo ، و Loca Conmigo ، و No La Comparo الذي صدر في نفس العام، وحصل على أكثر من 100000 مائة ألف مشاهدة على منصة الفيديو الرقمية YouTube ، أيضًا ، في نفس العام ، أصدر Baby Yo Te Quiero ، الذي حصل على أكثر من 60 ألف مشاهدة على YouTube ، وحقق استقبالًا على الشبكات الاجتماعية.

## الأغاني
- 2018 - Miradita Sensual
- 2018 - Tu y yo
- 2018 - Loca Conmigo
- 2018 - No La Comparo
- 2018 - Baby Yo Te Quiero
- 2019 - Bailame Así
- 2019 - Ella Me Llama
- 2020 - Perreo
- 2021 - Me Gusta Así
- 2021 - Adictiva
- 2022 - Pa´Que Te LoGoces